# Gallicolumba keayi
Gallicolumba keayi là một loài chim trong họ Columbidae.